# Hilda Nélida Castañeira
Hilda Nélida Castañeira de Baccaro (19 de novembro de 1926 - 4 de novembro de 2007) foi uma política argentina. Ela foi eleita para o Senado em 1951 como um dos primeiros parlamentares da Argentina.

## Biografia
Castañeira nasceu em Rosário em 1926. Ela estudou no colégio Nuestra Señora del Huerto em Rosário e tornou-se professora primária em Ibarlucea. Mais tarde, ela leccionou em Rosário e no National Boys College. Em 1945 fundou o Instituto Martín Fierro de Ensino de Artes Folclóricas e Costumes e começou a trabalhar no Porto de Rosário como secretária do administrador aduaneiro.
Em 1949 Castañeira foi membro fundador do Partido Peronista Feminino. Dois anos depois, nas eleições legislativas de 1951, ela foi uma das seis mulheres eleitas para o Senado. Foi a primeira mulher a falar no Senado e tornou-se presidente da Comissão do Trabalho e secretária da Comissão de Relações Externas. Ela permaneceu no cargo até 1955, quando o seu mandato foi encerrado pela Revolución Libertadora.
Mais tarde, ela tornou-se secretária política do ramo feminino do Partido Peronista e serviu como vereadora em Buenos Aires de 1973 a 1976. Ela morreu em novembro de 2007.